# 김유리 (작가)
김유리(1977년 1월 20일 ~ ) 은 대한민국의 작가이다. 부산에서 태어났다.
2001년 인터넷 사이트 <마이클럽>에 <옥탑방 고양이>연재를 하였다. 〈옥탑방 고양이〉는 김유리 본인의 자전적 경험을 바탕으로 창작된 것으로, 동거 문제를 다루며 사회 논란을 불러일으키기도 했다. 2001년 <옥탑방 고양이>는 책으로 출간되었으며, 2003년 MBC미니시리즈 <옥탑방 고양이>로 드라마화된다. 2010년에는 동명의 연극으로 각색되기도 하였으며, 문화계의 원 소스 멀티 유즈의 대표 사례로 손꼽힌다.

## 출신 학교
- 성일여자고등학교
- 동아대학교 국어국문학 중퇴